# 小行星5338
小行星5338（英語：5338 Michelblanc）是一颗围绕太阳公转的小行星。1991年9月13日，亨利·E·霍爾特在帕洛马山发现了此天体。
这颗小行星的绝对星等为296.6101998618668等。